# Kąty (powiat sochaczewski)
Kąty – wieś w Polsce położona w województwie mazowieckim, w powiecie sochaczewskim, w gminie Sochaczew. Ma status sołectwa.
Prywatna wieś szlachecka położona była w drugiej połowie XVI wieku w powiecie gąbińskim ziemi gostynińskiej województwa rawskiego.
W latach 1954–1972 wieś należała i była siedzibą władz gromady Kąty. W latach 1975–1998 miejscowość należała administracyjnie do województwa skierniewickiego.
We wsi znajduje się szkoła podstawowa, gimnazjum, kościół, biblioteka gminna i dworek wybudowany na początku XIX wieku przez Dionizego Kuczborskiego. Od 1710 roku majątek należał do rodziny Kuczborskich, a od 1870 kolejno: Ożarowskich, Kozietulskich, Skawińskich. Po wojnie w dworku mieściła się szkoła podstawowa, potem przedszkole i biblioteka, dziś jest to teren prywatny. Od 2008 roku wybudowana jest również wioska internetowa. 
Kąty sąsiadują z: Sochaczewem, Żdżarowem, Władysławowem, Bronisławami i Altanką.